# Liste der Kulturdenkmäler in Michelsrombach
Die folgende Liste enthält die in der Denkmaltopographie ausgewiesenen Kulturdenkmäler auf dem Gebiet des Ortsteils Michelsrombach der  Stadt Hünfeld, Landkreis Fulda, Hessen.
Hinweis: Die Reihenfolge der Denkmäler in dieser Liste orientiert sich an der Anschrift, alternativ ist sie auch nach der Bezeichnung, der vom Landesamt für Denkmalpflege vergebenen Nummer oder der Bauzeit sortierbar.
Kulturdenkmäler werden fortlaufend im Denkmalverzeichnis des Landes Hessen durch das Landesamt für Denkmalpflege Hessen auf Basis des Hessischen Denkmalschutzgesetzes (HDSchG) geführt. Die Schutzwürdigkeit eines Kulturdenkmals hängt nicht von der Eintragung in das Denkmalverzeichnis des Landes Hessen oder der Veröffentlichung in der Denkmaltopographie ab.

Das Vorhandensein oder Fehlen eines Objekts in dieser Liste ist keine rechtsverbindliche Auskunft darüber, ob es Kulturdenkmal ist oder nicht: Diese Liste entspricht möglicherweise nicht dem aktuellen Stand der offiziellen Denkmaltopographie. Diese ist für Hessen in den entsprechenden Bänden der Denkmaltopographie Bundesrepublik Deutschland und im Internet unter DenkXweb – Kulturdenkmäler in Hessen einsehbar. Auch diese Quellen sind, obwohl sie durch das Landesamt für Denkmalpflege Hessen aktualisiert werden, nicht immer aktuell, da es im Denkmalbestand immer wieder Änderungen gibt.
Eine verbindliche Auskunft erteilt allein das Landesamt für Denkmalpflege Hessen.
Nutze diese Kartenansicht, um Koordinaten in der Liste zu setzen. In dieser Kartenansicht sind Kulturdenkmale ohne Koordinaten mit einem roten bzw. orangen Marker dargestellt und können in der Karte gesetzt werden. Kulturdenkmale ohne Bild sind mit einem blauen bzw. roten Marker gekennzeichnet, Kulturdenkmale mit Bild mit einem grünen bzw. orangen Marker.
| Bild            | Bezeichnung                          | Lage                                                 | Beschreibung                                                                                              | Bauzeit                          | Objekt-Nr. |
| --------------- | ------------------------------------ | ---------------------------------------------------- | --- | -------------------------------- | ---------- |
| Bild gesucht BW | Wegekreuz                            | Am Bruchrain LageFlur: 32, Flurstück: 11             | | Um 1950 vermutet.                | 68997 DDB  |
| Bild gesucht BW | Fachwerkhaus                         | Am Linsenborn 1 LageFlur: 7, Flurstück: 22/1         | Giebelständiges zweistöckiges Fachwerkhaus.                                                               | Um 1750 vermutet.                | 37698 DDB  |
| Bild gesucht BW | Gefallenen-Denkmal                   | An der Linde LageFlur: 7, Flurstück: 77/1            | | Nach 1920 vermutet.              | 641903 DDB |
| Bild gesucht BW | Mauerring                            | An der Linde LageFlur: 7, Flurstück: 69/3            | |                                  | 37700 DDB  |
| Bild gesucht BW | Friedhofskreuz                       | An der Linde 9 LageFlur: 7, Flurstück: 76            | Steinkruzifix                                                                                             | 1707, bezeichnet.                | 641904 DDB |
| Bild gesucht BW | Katholische Kirche St. Michael       | An der Linde 8/9/10 LageFlur: 7, Flurstück: 76, 78/2 | Aus hellem Buntsandstein und Sichtbeton erstellter Bau nach Plänen des Architekten Josef Bieling, Kassel. | 1966/67                          | 37699 DDB  |
| Bild gesucht BW | Mariengrotte                         | Biebergasse LageFlur: 8, Flurstück: 124/8            | | Nach 1945 vermutet.              | 37703 DDB  |
| Bild gesucht BW | Mariengrotte                         | Biebergasse 12 LageFlur: 8, Flurstück: 110/1         | | 1915                             | 68995 DDB  |
| Bild gesucht BW | Wegekreuz                            | Hirtzwiese LageFlur: 36, Flurstück: 69               | aus hellem Buntsandstein und Sichtbeton erstellte Bau                                                     | 1938, bezeichnet.                | 37707 DDB  |
| Bild gesucht BW | Streckhof                            | Kallbachstraße 2 LageFlur: 7, Flurstück: 15/2        | | Um 1850 (Wohnhausteil)           | 37806 DDB  |
| Bild gesucht BW | Bildstock                            | Kallbachstraße 7 LageFlur: 7, Flurstück: 57/2        | | 1752, bezeichnet.                | 37704 DDB  |
| Bild gesucht BW | Fachwerkhaus                         | Kallbachstraße 11 LageFlur: 8, Flurstück: 13/2       | Giebelständiges zweistöckiges Fachwerkhaus.                                                               | 1710                             | 37705 DDB  |
| Bild gesucht BW | Bildstock                            | Kallbachstraße 34 LageFlur: 8, Flurstück: 55/1       | | Beginn 20. Jahrhundert vermutet. | 68999 DDB  |
| Bild gesucht BW | Wegekreuz, sogenanntes „Rotes Kreuz“ | Markbacher Brand LageFlur: 13, Flurstück: 2/3        | Steinkruzifix                                                                                             | 1852, bezeichnet.                | 37708 DDB  |
| Bild gesucht BW | Hofreite, hl. Josef                  | Pfordtgasse 1 LageFlur: 8, Flurstück: 129/2          | | Um 1700 (Wohnhaus)               | 37706 DDB  |